# Sinuskopie

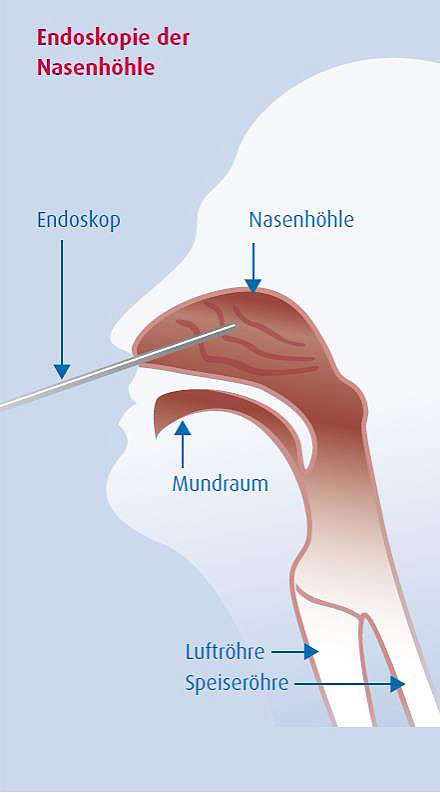
Modellhafte Darstellung einer Sinuskopie

Sinuskopie (griech. skopeĩn ‚betrachten‘) ist eine Untersuchung der Kieferhöhle mit einem Endoskop zur Diagnostizierung von Erkrankungen der Kieferhöhle. Während der Untersuchung werden je nach Befund bereits kleine medizinische Eingriffe vorgenommen.

## Anatomie und Beschreibung der Kieferhöhle
Die Kieferhöhle gehört zu den Nasennebenhöhlen. Sie ist mit dem mittleren Nasengang über die Nasen-Kiefer-Öffnung (Apertura nasomaxillaris) verbunden. Die Kieferhöhle ist mit Schleimhaut bedeckt und normalerweise mit Luft gefüllt. Die Form ist pyramidenähnlich und das Volumen beträgt etwa 12–15 ml.

## Anwendungsbereich
Die Untersuchung erfolgt bei Verdacht auf Erkrankungen in der Kieferhöhle. Die Symptome differenzieren sich je nach Erkrankung. In vielen Fällen ist der Patient beschwerdefrei. Weiterhin kann es zu Kopfschmerzen, Sekretbildung oder geschwollener Schleimhaut kommen. Darüber hinaus können Beeinträchtigungen der Nasenatmung auftreten.
Eine Rhinoskopie kann der Sinuskopie zur besseren Diagnostik vorausgehen. Die Kieferhöhlenspiegelung wird daraufhin angewandt, um  gutartige von bösartigen Befunden sowie von entzündlichen Veränderungen unterscheiden zu können.

## Untersuchungsvorgang
Eine Sinuskopie kann unter örtlicher Betäubung oder Vollnarkose durchgeführt werden. Zur Untersuchung wird ein Endoskop, ein schmales, optisches Gerät, eingesetzt. Dieses wird über einen Nasengang und den Verbindungsgang in die Kieferhöhle eingeführt. In bestimmten Fällen wird hierfür die Vorderwand der Kieferhöhle vom Mundvorhof aus fein durchbohrt. Jetzt kann die Schleimhaut in der Kieferhöhle begutachtet werden. Zur weiteren Histologie werden der Schleimhaut Proben entnommen. Weiterhin können während dieser Behandlung bereits kleine Wucherungen oder Schleimhautveränderungen wie ein Polyp oder eine Zyste entfernt werden. Nach dem Eingriff werden Tamponaden in die Nase eingesetzt, um Blut und Wundsekret aufzufangen.

## Komplikationen
Unter anderem können Störungen bei nahen Organen, Blutungen, Nachblutungen, Wundheilungsstörungen, Entzündungen oder eine Vertrocknung der Nasenschleimhaut auftreten. Aufgrund von Nervenverletzungen kommt es selten zu Taubheitsgefühl und Lähmungserscheinungen. Diese Komplikationen können das Riechen beeinträchtigen und zu Atemproblemen führen.

## Hinweise – Vor und nach der Operation
In bestimmten Fällen dürfen vor der Operation keine Medikamente zur Blutgerinnung wie  Marcumar oder ASS eingenommen werden. Bei einer Sinuskopie unter örtlicher Betäubung darf zwei Stunden vor dem Eingriff nichts getrunken und vier Stunden davor nicht geraucht und nichts gegessen werden. Bei einem Eingriff unter Vollnarkose verlängern sich diese Zeitspannen.
Bei einer ambulanten Operation ist aufgrund der Medikamentenwirkung bis zu 24 h nach dem Eingriff keine Fahrtüchtigkeit gegeben. Die Nase sollte einige Tage nicht geschnäuzt und Wärme sollte vermieden werden. Bei einem Eingriff über den Mundvorhof ist es ratsam mehrere Tage die Zähne nicht zu putzen und keine festen Speisen zu sich zu nehmen.